# Harald Gfreiter
Harald „Harry“ Gfreiter (* 3. Dezember 1973 in Frechenrieden) ist ein ehemaliger deutscher Fußballspieler und -trainer.

## Sportliche Laufbahn
Harry Gfreiter begann seine Karriere in der Jugend in Markt Rettenbach, in der D-Jugend spielte er beim FC Memmingen und in der B-Jugend ging es zum FC Augsburg. In der Altersklasse darüber siegte er mit den Fuggerstädtern im DFB-Jugend-Kicker-Pokal in den Spieljahren 1990/91 und 1991/92 mit dem später als Bundesligatrainer reüssierenden Thomas Tuchel als Mannschaftskollegen. In Memmingen absolvierte er schließlich nach seiner Rückkehr von 1992 bis 1995 in der Bayernliga die ersten Schritte im Männerbereich – zunächst dritt- und ab 1994/95 dann viertklassig.
Zur Saison 1995/96 wechselte er zum (damals drittklassigen) Regionalligisten Wacker Burghausen, wo er vier Jahre blieb. Nach einem Jahr beim Klassengegner VfR Mannheim wechselte er zum SSV Jahn Regensburg. Auch dort war er, wie in Burghausen und Mannheim, in der Regionalliga Stammspieler. Im dritten Jahr gelang ihm mit dem Jahn der Aufstieg in die 2. Bundesliga. Dort kam er allerdings nur zu zwei Kurzeinsätzen, weshalb er nach dem sofortigen Abstieg zum 1. SC Feucht wechselte. Dort blieb er nur ein halbes Jahr, da er aus „unerfindlichen Gründen“ (Gfreiter) aussortiert worden war. Nach einem halben Jahr Pause kehrte er 2005 zurück zum Jahn, wo er nach dem Abstieg 2006 auch in der Bayernliga spielte und den Wiederaufstieg schaffte. Nach dem Aufstieg in die Regionalliga wurde Gfreiter in die Amateurmannschaft des Jahn beordert, um seine Erfahrung an die jungen Spieler weiterzugeben.
Am 26. April 2009 überraschte Gfreiter mit seinem Comeback in der Fußball-A-Klasse beim SV Lengfeld, wo er bis 2014 seine Karriere ausklingen ließ.
Gfreiter gilt in Regensburg als Kult-Spieler. Da er beim Jahn der einzige Spieler aus der Zweitligasaison 2003/2004 war, der sogar nach zwei Abstiegen – abgesehen von einem halben Jahr beim SC Feucht – dem Verein die Treue gehalten hatte. 2007 wurde er in die Jahrhundert-Elf des Jahn gewählt. Gfreiter galt in seiner aktiven Zeit als engagierter Spieler, der bei jedem Spiel seinen großen Kampfgeist zeigte.

## Trainerkarriere
Nach seiner Zeit bei der Jahn-U23 arbeitete er im Jugendbereich des Jahn, ab der Saison 2010/11 als Teamkoordinator der Profis. Am 12. September 2012 wurde er für ein halbes Co-Trainer der ersten Mannschaft in der 2. Bundesliga, nachdem der bisherige Co Ralf Santelli wegen Meinungsverschiedenheiten mit Cheftrainer Oscar Corrochano in die Jugendabteilung verschoben wurde. Zur Saison 2013/14 wurde er fester Co-Trainer der ersten Mannschaft, nebenbei machte er die A-Lizenz. In der Saison 2016/17 übernahm Gfreiter als Cheftrainer die U21 des Jahn in der Bayernliga, wurde nach dem Abstieg in die Landesliga aber entlassen.

## Erfolge
- DFB-Jugend-Kicker-Pokal-Sieger 1991, 1992 mit dem FC Augsburg
- 2002 – Aufstieg in die 2. Bundesliga mit dem SSV Jahn Regensburg
- 2007 – Aufstieg in die Regionalliga mit dem SSV Jahn Regensburg
- 2011, 2014 – Aufstieg in die Kreisliga mit dem SV Lengfeld